# آکیهیکو کامیکاوا
آکیهیکو کامیکاوا (انگلیسی: Akihiko Kamikawa؛ زادهٔ ۹ ژوئیهٔ ۱۹۶۶) بازیکن فوتبال اهل ژاپن است.